# Comuna de Glinojeck
Glinojeck (polaco: Gmina Glinojeck) é uma gminy (comuna) na Polónia, na voivodia de Mazóvia e no condado de Ciechanowski. A sede do condado é a cidade de Glinojeck.
De acordo com os censos de 2004, a comuna tem 8018 habitantes, com uma densidade 52,2 hab/km².

## Área
Estende-se por uma área de 153,49 km², incluindo:
- área agricola: 58%
- área florestal: 32%

## Demografia
Dados de 30 de Junho 2004:
|                      | Total   | Total | Mulheres | Mulheres | Homens  | Homens |
| -------------------- | ------- | ----- | -------- | -------- | ------- | ------ |
|                      | pessoas | %     | pessoas  | %        | pessoas | %      |
| População            | 8018    | 100   | 4016     | 50,1     | 4002    | 49,9   |
| Densidade (pop./km²) | 52,2    | 100   | 26,2     | 26,2     | 26,1    | 26,1   |

De acordo com dados de 2002, o rendimento médio per capita ascendia a 1478,04 zł.

## Subdivisões
- Bielawy, Brody Młockie, Budy Rumockie, Dreglin, Dukt-Krusz, Faustynowo, Kondrajec Pański, Kondrajec Szlachecki, Kowalewko-Szyjki, Lipiny, Luszewo, Malużyn, Nowy Garwarz, Ogonowo, Ościsłowo, Płaciszewo, Rumoka, Sadek, Śródborze, Stary Garwarz, Strzeszewo, Sulerzyż, Wkra, Wola Młocka, Wólka Garwarska, Zalesie, Zygmuntowo, Żeleźnia.

## Comunas vizinhas
- Baboszewo, Ciechanów, Ojrzeń, Raciąż, Sochocin, Strzegowo